# Оделюс, Люис-Валанди
Люи́с-Валанди́ Оделю́с (фр. Luis Valendi Odelus; 1 декабря 1994, Сен-Луи-дю-Нор, Республика Гаити) — гаитянский футболист, вратарь клуба «Реал Хоуп».

## Карьера

### Клубная карьера
Начал заниматься футболом в родном городе, в академии при клубе ASSL (Ассосиасьон Спортиф Сан-Луи), первым тренером был Жан-Жозеф-Элизе Моиз. В 2012 году начал выступать за старшую команду своего клуба, игравшего в одном из низших дивизионов.
В 2013 году перешёл в клуб «Эгль Нуар» из столицы страны, играющий в высшем дивизионе, и стал его основным вратарём. В сезоне Апертура-2015 вместе с командой выиграл бронзовые медали чемпионата.

### Карьера в сборной
С 15-летнего возраста вызывается в юношеские и молодёжные сборные Гаити.
В 2015 году выступал за олимпийскую (U23) сборную Гаити, в её составе стал победителем чемпионата Карибского региона среди ровесников. Был основным вратарём команды на североамериканском отборочном турнире перед Олимпиадой-2016. Сборная Гаити выступила на турнире неудачно, а сам Оделюс принял участие во всех трёх матчах и пропустил три гола. Специалисты отметили его высокий класс в игре с Мексикой, где он спас свою команду от нескольких возможных голов и пропустил мяч только с пенальти.
С 2015 по 2017 год тренеры Марк Колла и Патрис Невё привлекали Оделюса к играм в национальной команде, но в этот период он считался третьим вратарём после Джонни Пласида и Стюарда Сёса. В качестве третьего вратаря Оделюс участвовал в Кубке Америки-2016, но не выходил на поле.

## Личная жизнь
Люис-Валанди является младшим из трёх детей в семье Сивени Оделюса и Лукани Пети. По состоянию на 2016 год он не женат. Своим кумиром в футболе называет Мануэля Нойера.